# Parachlamydiaceae
Parachlamydiaceae es una familia de bacterias del orden Chlamydiales. Las especies de esta familia presentan un ciclo de replicación de tipo chlamydia y sus genes ARNr son en un 80–90% idénticos a los de Chlamydiaceae. Los Parachlamydiaceae infectan amebas pero pueden ser cultivadas en células Vero. Estas bacterias no pueden identificarse por los anticuerpos monoclonales que revelan la presencia de los lipopolisacáridos de Chlamydiaceae. 

## Especies
Parachlamydiaceae incluye actualmente las siguientes especies:
- Parachlamydia acanthamoebae
- Candidatus Protochlamydia amoebophila UWE25
- Neochlamydia hartmannellae (endosimbionte de Hartmannella sp. A1Hsp)

Endosimbiontes que han sido aislados:
- Hall's coccus
- P9
- UV-7
- endosimbionte de Acanthamoeba sp. TUME1
- endosimbionte de Acanthamoeba sp. UWC22
- endosimbionte de Acanthamoeba sp. UWE1

Formas que todavía no han sido cultivadas:
- Neochlamydia turtle tipo 1
- ambiental Neochlamydia
- corvenA4
- cvC15
- cvC7
- cvE5

Parachlamydia acanthamoebae produce resultados variables en la tinción de Gram y es mesófilo. Los trofozoites de sus huéspedes Acanthamoeba fueron aislados de una mujer asintomática en Alemania y también en un brote de "Hall’s coccus" en Vermont, USA. Cuatro pacientes de Nueva Escocia infectados por "Hall’s coccus" no mostraron la reacción cruzada serológica a los antígenos de Chlamydiaceae (Birtles et al., 1997).
- Datos: Q7133892
- Multimedia: Parachlamydiaceae / Q7133892
- Especies: Parachlamydiaceae